# Athyrium multijugum
Athyrium multijugum är en majbräkenväxtart som beskrevs av Takenoshin Nakai. Athyrium multijugum ingår i släktet Athyrium och familjen Athyriaceae. Inga underarter finns listade.